# So Blonde
So Blonde est un jeu vidéo d'aventure pour PC sorti le 13 juin 2008 en France. Il a été développé par Wizarbox et édité par Anaconda.
Le jeu a été porté en 2010 sur Wii et Nintendo DS dans une version améliorée intitulée So Blonde : Retour sur l'île.
Un jeu dérivé, Captain Morgane et la Tortue d'or est sorti en 2012.

## Synopsis
Grande amie des magasins de vêtements à la dernière mode, passionnée pour son maquillage, sa coiffure et la qualité de son vernis à ongles : Sunny Blonde, jeune américaine de 17 ans et héroïne de l'histoire, est la caricature parfaite de l'adolescente blonde. Ses parents, très aisés, décident de fêter leur anniversaire de mariage en partant avec leur fille (qui n'en a guère envie) à bord d'un luxueux navire de croisière sur l'Atlantique.
Malheureusement, un temps particulièrement mauvais attend la famille pour leur voyage. En pleine nuit, le pire se produit : la foudre tombe sur le bateau, entrainant une bousculade qui projette la jeune fille par-dessus bord. Elle perd alors connaissance.
À son réveil, Sunny se trouve sur une plage paradisiaque, portée pendant le reste de la nuit par le courant. L'adolescente commence alors à s'inquiéter. Bien entendu, ce qui la tracasse n'est pas le fait qu'elle est perdue au beau milieu du vaste monde, mais plutôt son maquillage qui a coulé, son téléphone qui ne trouve aucun réseau, ou encore sa trousse d'accessoires qu'elle n'a pas pu emmener avec elle. Elle pense alors pouvoir pallier ses malheurs en allant au centre commercial le plus proche, mais... il n'y en a pas. Et pour cause.
En effet, par l'effet d'une étrange projection dans le temps, Sunny semble avoir été projetée quelques siècles en arrière, à une époque où les pirates régnaient en maîtres sur les océans ! Il faudra un peu plus de temps à la jeune fille qu'au joueur pour le comprendre, mais elle devra tout de même se rendre à l'évidence : l'île où elle s'est échouée ne contient aucun centre commercial... et les pirates ne l'accueillent pas de très bon cœur... Le but de Sunny sera de s'échapper de l'île, mais de nombreuses péripéties l'attendent.

## Système de jeu
So Blonde s'inscrit dans le style traditionnel du jeu d'aventure. Sunny et tous les autres personnages, réalisés en 3D, se déplacent et interagissent dans un décor en 2D, grâce au système de point & click. C'est un jeu à la troisième personne dans un certain style "bande dessinée" (cela ressort tout particulièrement dans les cinématiques du jeu). Le joueur contrôle la plupart du temps l'héroïne Sunny Blonde, mais il pourra aussi contrôler de temps en temps d'autres personnages, tel, au début de l'histoire, un renard que Sunny a trouvé particulièrement mignon et a emmené avec elle.

## Développement
La compagnie Keyfactor Entertainment GmbH (située en Allemagne) a participé au développement du jeu pour les consoles Nintendo DS et Nintendo Wii. Cette compagnie, qui n'existe plus aujourd'hui, a été chargée de vérifier et de corriger les textes en français (aussi connus sous le nom de tests de localisation).[réf. souhaitée]

## Accueil
- Adventure Gamers : 4/5 (PC)[1] - 3/5 (Wii)[2]
- Jeuxvideo.com : 16/20 (PC)[3] - 14/20 (Wii)[4] - 13/20 (DS)[5]